# 加罗林群岛

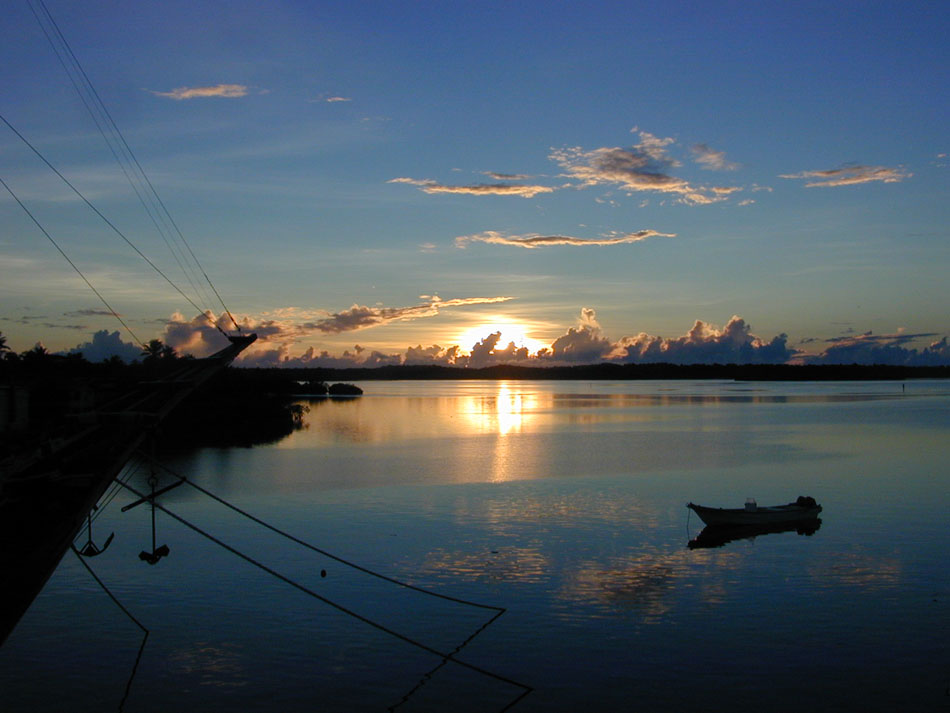
加罗林群島中的雅浦島首府科洛尼亞之日出

加罗林群岛（英語：Caroline Islands），也译作加羅蓮群島，是太平洋西北部一个重要的群岛，位于巴布亚新几内亚东北，菲律宾正东，由500餘小岛和珊瑚礁组成。除西端的帕劳自成一国外，其余岛屿均属密克罗尼西亚联邦。歷史上此區域又被稱為新菲律賓（Nuevas Filipinas），因為曾為西屬東印度的一部分，並接受位於馬尼拉的菲律賓都督府統治。
该群岛于1526年被西班牙探险家发现，并以当时西班牙国王卡洛斯二世之名命名。此后相当长的一段时间内，欧洲人未曾努力征服这些岛屿。1732年时，一些传教士前往这些岛屿，试图说服岛民皈依基督教，但是招致了岛民对欧洲人的反抗。1875年，西班牙宣示了主权，并将其并入所谓“西班牙东印度领地”之中。当时已经占领雅浦岛的德国人随即提出抗议，並於1885年向時任教宗的良十三世提請裁决。教宗判决这些岛屿归属西班牙，但是德国享有自由贸易权。
1899年6月1日，西班牙由于在美西战争中戰败，决定以2500万比塞塔的价格将该群岛出售予德国換取賠款。德国将其并入德屬新几内亚管理和统治。
1914年，日本在第一次世界大战中擊敗島上德國守軍占领该群岛，1920年，国联委托日本统治该群岛。二战后，联合国将托管权交给美国。1986年，密克罗尼西亚联邦独立，1994年，帛琉独立。

## 人口與文化
岛民使用數種不同的語言，包括波納佩語、楚克語、加羅林語、科斯雷語等密克羅尼西亞語，與帛琉語、查莫羅語等西部馬來-玻里尼西亞語，以及尚未歸類的雅浦語（可能屬於阿德米拉提語群），另外日本和菲律宾移民也是人口的重要组成部分。不同語言使用者島民間的公用語為英語。
島民主要靠傳統食物維生，例如魚、多種香蕉、芋頭。

## 歷史
加羅林群島上原住民約4000年前就在該處生活。最早到達島上的歐洲人是西班牙人，時為16世紀，並於1885年被佔領。之後在1899年，西班牙人把卡羅林群島轉讓給普魯士。
第一次世界大戰後德國在太平洋的殖民地被安排給予日本作為託管地，第二次世界大戰後由美國佔領。1947年，聯合國將太平洋群島託管地交美國託管，
1979年，舉行由聯合國和美國籌劃的「密克羅尼西亞憲法」公投。憲法公投在帛琉區未能通過，由雅蒲、楚克、波納佩和科斯雷四區組織成為「密克羅尼西亞聯邦」。
1986年11月3日，與美國簽訂的《自由聯合國家條約》正式生效，密克羅尼西亞聯邦獲得內政、外交自主權，但國防仍由美國負責（密克羅尼西亞公民也可加入美軍）。
1990年12月，聯合國安理會召開會議，通過了終止託管決議，正式結束了密克羅尼西亞聯邦的託管地位。而帛琉則於1994年5月24日結束託管，並於10月1日正式獨立。

## 外部連結
- 密克羅尼西亞聯邦政府網站（页面存档备份，存于）（英文）
- 雅浦島旅游局網站（页面存档备份，存于）（英文）
- 密克罗尼西亚（英文）
- 帛琉政府網站（页面存档备份，存于） （英文）
- 中華民國外交部—帛琉國情簡介 （中文）
- 《世界概况》上有关Palau的条目 （英文）
- 中的“加罗林群岛” （英文）
- 維基媒體的Palau地圖集  （英文）